# 高曙光
高曙光（1964年4月21日—），出生于中国山东，汉族，中国大陆男演员。

## 演艺经历
1993年，参演个人首部电视剧《满天星》；1994年，参演电视剧《东方商人》，饰演儒雅绅士高显阳；1995年，与孙淳、史兰芽、李颖共同主演电视剧《浦江叙事》；1999年，与陈宝国、周海媚共同主演电视剧《新闻小姐》；2001年，参演心理悬疑电视剧《如影随形》。此后十年间，多数主演或参演现代都市情感剧。
2011年，凭借电影《琴动我心》荣获第八届圣地亚哥国际儿童电影节最佳男演员奖。2013年，与袁姗姗、贾乃亮、陈小艺共同主演都市家庭喜剧《家有喜妇》，饰演时髦老爸满堂红。2019年，参演的古装冒险剧《庆余年》播出。2021年2月，与郭麒麟 、宋轶共同主演古装爱情喜剧《赘婿》，饰演武朝右相秦嗣源；12月1日，特别出演的电视剧《风起洛阳》在爱奇艺全网独播，剧中饰演百里延。2022年，亦有多部参演的电视剧热播，包括《女士的法则》、《迷航昆仑墟》、《卿卿日常》等。